# Pierre Charles
Pierre Charles (Schaerbeek, 3 luglio 1883 – Lovanio, 11 febbraio 1954) è stato un presbitero, filosofo, teologo e missiologo belga della Compagnia di Gesù.
L'inizio dell'attività missionaria cristiana belga è stato attribuito a lui, grazie al suo impegno nell'animazione degli incontri annuali della Settimana Missiologica di Lovanio
Fu un rinomato professore e teologo, conferenziere e scrittore, cofondatore con Édouard Loffeld della scuola di Lovanio, nota anche come "scuola di Parigi", che sosteneva la missione, l'evangelizzazione e la relazione tra la Chiesa e le altre culture, oltre alla gerarchia cattolica come sacramento di salvezza e mediatrice-amministratrice della grazia divina nel concreto contesto culturale. La sua concezione si oppose alla Scuola missiologica di Münster di Joseph Schmidlin (1876-1943) che associava l'attività missionaria alla conversione dei singoli individui.
Fu un pioniere della missiologia, in particolare nell'area francofona dell'Europa, nonché fondatore di partenariati per assistere le iniziative missionarie. Fu docente di questa disciplina a Lovanio e di teologia alla Gregoriana di Roma. Nella cornice antimodernista del cattolicesimo del primo Novecento, l'ottimismo della sua concezione missiologica testimoniò un notevole tentativo di fondare un programma teorico che si attenesse alle esigenze di un doppio rapporto tra fede e ragione e tra identità cattolica e modernità, in dialogo con i concreti contesti culturali delle conversioni religiose indigene.
Il suo ottimismo fu tuttavia temperato dalla consapevolezza della realtà del peccato, di un'umanità incapace di redimersi da sola e dalla necessità di un Redentore dell'intero creato, come scrisse nel Trattato sull'incarnazione che terminò solo quindici giorni prima della morte.

## Biografia

### Famiglia
Era il quarto dei sette figli di Raymond and Clothilde Saey. Il padre era magistrato, mentre uno dei fratelli era coinvolto nell'amministrazione coloniale in Congo e in seguito divenne il Ministro per le colonie del governo belga.

### Gioventù e formazione
Dopo aver completato gli studi umanistici presso il Collegio gesuita di Saint-Michel di Bruxelles, il 23 settembre 1899 Pierre Charles entrò a far parte della Compagnia di Gesù. Il 24 agosto 1910 fu ordinato sacerdote.
Dopo aver studiato filosofia e lettere classiche alla Facoltà di Namur e a Lovanio, proseguì la sua formazione filosofica coi gesuiti tedeschi residenti in Olanda e poi con quelli della provincia francese che erano in esilio a Hastings, in Inghilterra, dove rimase dal 1907 al 1910. In questo periodo conobbe i maestri Léonce de Grandmaison e Albert Condamin, ed ebbe come compagni di studi Pierre Rousselot, Joseph Huby, Auguste Valensin, Paul Doncœur e Pierre Teilhard de Chardin, di cui rimase amico fino alla morte. Inoltre, strinse anche amicizia con Auguste Valensin .
In seguito, continuò a specializzarsi in teologia a Lovanio per un altro anno.
L'ultimo anno di formazione dei gesuiti, noto come "terz'anno" o "terza probazione", si svolse sotto la direzione di padre August Petit, a Tronchiennes, dal 1911 al 1912. Durante ulteriori due anni di specializzazione teologica all'Università cattolica di Lovanio, si recò a Parigi dove studiò anche all'Institute catholique e alla Sorbona, nonché al Collegio di Francia e alla Scuola di studi superiori. A Parigi conobbe il pensiero di Kant, ebbe come maestro Henri Bergson e Victor Dubos. Questo era il periodo della reazione al Modernismo, della sintesi fra ragione e rivelazione, scienza e fede, delle divergenze fra Gesù storico e Cristo della fede (Rudolf Bultmann).
Grazie ai viaggi in Asia, Africa e America Latina apprese diverse lingue: parlava inglese, tedesco, portoghese, italiano, spagnolo, in aggiunta al francese, latino e greco. La sua vita era dedita allo studio, alla preghiera e alle associazioni umane, iniziando la mattina presto e terminando la sera a tarda notte.

### Professore di teologia
Nel 1914 Charles fu nominato professore di teologia dogmatica presso il teologato gesuita di Egenhoven/Lovanio, dove insegnò per il resto della sua vita. Come insegnante, sebbene descrivesse quasi tutti i trattati teologici, mostrò una preferenza per l'opera Sull'Incarnazione del Verbo di sant'Atanasio di Alessandria, opera che lo portò a sviluppare idee originali sulle radici della fede cristiana tra i popoli di culture diverse. Questa fu l'origine della sua "Teologia della Missione" o missiologia. Nel 1972 la Facoltà di Missiologia fu istituita presso l'Università Gregoriana di Roma e la sua collana annuale Studia missionalia fu inaugurata nel 1943. Oltreché a Lovanio-Herverlee (dal 1914 al 1954), Charles fu docente di teologia anche in quest'ultimo ateneo dal 1932 al 1938, a New York e Rio de Janeiro.
Vantando una profonda conoscenza della filosofia e della teologia, seppe elaborare idee originali che si concretizzarono nel suo libro di meditazioni più venduto, La prière de toutes les heures, pubblicato nel 1924.
Pio XII, eletto nel '39, lo mise a capo di una commissione incaricata di esaminare la possibilità giuridica di un nuovo concilio ecumenico, dopoché il Vaticano I era stato interrotto a causa della guerra franco-prussiana durante il pontificato di Pio IX. La commissione doveva appunto chiarire se fosse opportuno riprendere e continuare il Vaticano I o se fosse possibile aprire un concilio del tutto nuovo. La proposta di un nuovo concilio era stata avanzata dal cardinale Celso Costantini, forse l'unico uomo della Curia romana ad aver avanzato la proposta, e da Ernesto Ruffini, allora segretario della Congregazione dei Seminari e delle Università degli Studi dal 1928. I lavori della commissione si incagliarono subito sulle premesse giuridiche.

### Missiologia
Nel 1920 difese l'idea della nascita di Chiese autonome nei Paesi di missione, che lui riteneva essere un aspetto essenziale della "cattolicità"  (la cui etimologia significa appunto "universalità"). Pierre Charles era solito dire che non era normale che un giapponese dovesse convertirsi due volte: alla fede cristiana e, in secondo luogo, a una sua espressione negli schemi culturali occidentali.
In risposta a una richiesta dei missionari del Lemfu Seminary, primo centro di formazione dei seminaristi del Congo, nel 1923 lanciò una raccolta di monografie, la Xaveriana. Da allora, cercò di sviluppare una nuova disciplina chiamata missiologia, che fu pienamente accettata a Lovanio come una materia di insegnamento e richiamò missionari da tutte le parti del mondo. 
Charles fu il primo missiologo dell'area teologica francofona, laddove Joseph Schmidlin è considerato il l'iniziatore di questa disciplina nella Chiesa cattolica. Propriamente, il termine "missiologia" fu coniato da Charles che lo utilizzò nei suoi circoli missionari a partire dagli anni Venti e lo introdusse nel mondo accademico, laddove Schmidlin lo fece proprio nel suo Catholic Mission Theory nel 1931 senza citare Charles. Il concetto di missionswissenschaft  era tuttavia già presente nella Germania della Prima guerra mondiale. Egli propose una duplice definizione di missiologia: teoretica intesa come "una scienza speciale, relativa alla storia e all'etnologia"; e una definizione pratica, che la intendeva come scienza posta al servizio dell'attività missionaria per arricchirla e renderla più efficace.
Il termine "missiologia" ricorse in primo luogo negli incontri annuali noti come "Settimane Missiologiche di Lovanio", iniziati da Albert Lallemand, e proseguiti da Charles nel 1922, che permisero a teologi e specialisti di discutere in modo approfondito temi legati all'inculturazione della fede cristiana: matrimonio, poligamia e famiglia, stregoneria, ruolo della donna, liturgia.
Queste settimane ebbero un grande successo. Nel 1926, prese vita la pubblicazione Dossiers de l'Action missionnaire. Egli sosteneva appunto che lo scopo dell'attività missionaria fosse la fondazione di una nuova comunità ecclesiale (plantatio ecclesiae). In quest'ottica, la conversione religiosa degli indigeni era intesa come mezzo piuttosto che come fine per estendere le frontiere visibili della Chiesa cattolica al di là dei confini noti. Charles promosse il concetto di acculturazione, intendendo la conversione degli indigeni non solo come finalizzata alla loro salvezza eterna, ma anche come modo per generare una nuova cultura che adattasse la cultura cattolica agli usi, costumi e tradizioni locali, pur senza compromessi col mondo. La sua missiologia, unitamente a quella della scuola ispanica, anticiparono l'Ad Gentes e furono una lontana preparazione al Concilio Vaticano II.
Egli sosteneva appunto che lo scopo dell'attività missionaria fosse la fondazione di una nuova comunità ecclesiale (plantatio ecclesiae). In quest'ottica, la conversione religiosa degli indigeni era intesa come mezzo piuttosto che come fine per estendere le frontiere visibili della Chiesa cattolica al di là dei confini noti. L'obiettivo primario delle missioni cui aveva contribuito veniva ad essere l'istituzione di un clero autoctono. Pio XI consacrò i primi vescovi indigeni in Africa, Cina e India, approvando indirettamente queste idee di Charles. 
Questi promosse anche il concetto di acculturazione, intendendo la conversione degli indigeni non solo come finalizzata alla loro salvezza eterna, ma anche come modo per generare una nuova cultura nata dall'incontro e adattamento del modo di essere cattolico agli usi, costumi e tradizioni locali, pur senza compromessi col mondo.. 
Charles insistette sulla decolonizzazione dei popoli e soprattutto delle Chiese, incoraggiando la formazione del clero locale e la nomina di vescovi indigeni.
Egli vide il ruolo della donna come centrale nell'opera missionaria. Nella storia delle missioni distinse tre fasi: 
- una prima fase in cui la donna fu tenuta lontana. Essa arriva almeno fino al XVII secolo, in cui è attestata la riposta negativa del segretario della Sacra Congregazione de Propaganda Fide[12];
- una seconda fase in cui la presenza della donna fu tollerata;
- una terza fase in cui fu richiesta come necessaria e ritenuta insostituibile.

## Protocolli dei savi di Sion
In uno studio critico e comparativo pubblicato dalla Nouvelle Revue théologique, Pierre Charles mise in evidenza come  Protocolli dei savi di Sion, risultassero essere un plagio del Dialogo agli inferi tra Machiavelli e Montesquieu, edito nel 1864 a Bruxelles da Maurice Joly, opera che denunciava un complotto bonapartista. L'inganno divenne evidente semplicemente confrontando i due testi riga per riga.

## Fondatore dell'AUCAM
I suoi sermoni d'Avvento per gli studenti di Lovanio mobilitarono un gruppo di accademici con i qualim Charles fondò l'Association universitaire catholique pour l'aide aux missions (Associazione universitaria cattolica per l'aiuto alle missioni, AUCAM). Questo soggetto giuridico si impegnò a formare in modo capillare i laici congolesi nei settori scientifici della medicina e dell'agricoltura. Il loro Istituto Universitario Congolese, fondato nel 1940, fu all'origine dell'Università Lovanium (creata nel 1951), primo ateneo del paese che divenne poi l'Università di Kinshasa.

## Profeta dell'unificazione mondiale
Come Teilhard de Chardin, a cui era molto legato, Charles prevedeva l'inevitabile avvicinamento e la crescente unificazione della razza umana. Nella Bibliographie nationale belge, Joseph Masson lo descrisse come un ardente apostolo, un profeta dell'unificazione del mondo, dell'equiparazione delle razze, della necessità di dare alla Chiesa una pluralità di volti a seconda delle diverse aree culturali.
Pur non essendo vallone, immaginò che la Vallonia avrebbe facilmente fatto parte di questo grande movimento di integrazione delle energie umane..

## Opere
Charles fu anche un autore di successo di opere spirituali. Questa spiritualità nasceva dalla stessa teologia dell'incarnazione e dall'impegno per le realtà concrete del mondo e della vita quotidiana.
- La robe sans couture, Louvain, 1923
- La prière de toutes les heures (3 vol.), Bruxelles, 1924
- La prière missionnaire, Paris, 1935
- Dossiers de l'action missionnaire, Louvain, 1939
- Missiologie, Paris, 1939
- Les protocoles des sages de Sion, Paris, 1939
- La prière de toutes les choses, Bruxelles, 1947
- Études missiologiques, Bruges, 1956
- L'Église, sacrement du monde, Bruges, 1960.